# Chicago (bridge)
Chicago, conocido también como Bridge de cuatro manos y Bridge corto, es una forma de bridge y una variante del rubber en el cual conjuntos de cuatro manos son jugadas y punteadas. La vulnerabilidad está predeterminada para cada mano: en la primera mano, no hay nadie vulnerable; en la segunda y tercera mano solo el bando dador está vulnerable; y en la cuarta mano están ambos vulnerables. Hacer una manga anota 300 puntos cuando se está no vulnerable y 500 si está vulnerable.
En la forma original del juego, los parciales se arrastraban a las manos subsiguientes pero eran perdidos si la oposición anotaba una manga; un parcial en cuarta mano gana un premio de 100 puntos. Una variante del anote cuando cada mano es anotada como en el bridge duplicado, sin arrastre de los anotes parciales, y un premio inmediato de 50 puntos por cumplir un parcial, es también muy popular. Los jugadores rotan posiciones y partners después de cada conjunto de cuatro manos, ya sea por rotación fija, o por corte de cartas. Los métodos de rotación pueden variar para permitir participar desde cuatro a siete jugadores. Debido a que se juega un número específico de manos, el tiempo transcurrido para un juego es más predecible que en el rubber bridge, haciendo el juego más atractivo cuando se dispone de un tiempo limitado. Su nombre se origina en el Standard Club de Chicago donde se originó a comienzos de los 1960s, y es también adecuado para el juego en el hogar.